# Sfințișori
Sfințișorii sau mucenicii moldovenești sunt un produs de patiserie specific bucătăriei tradiționale românești. Se prepară pentru pomenirea celor 40 de Mucenici din Sevastia Armeniei, pe data de 9 martie.

## Preparare

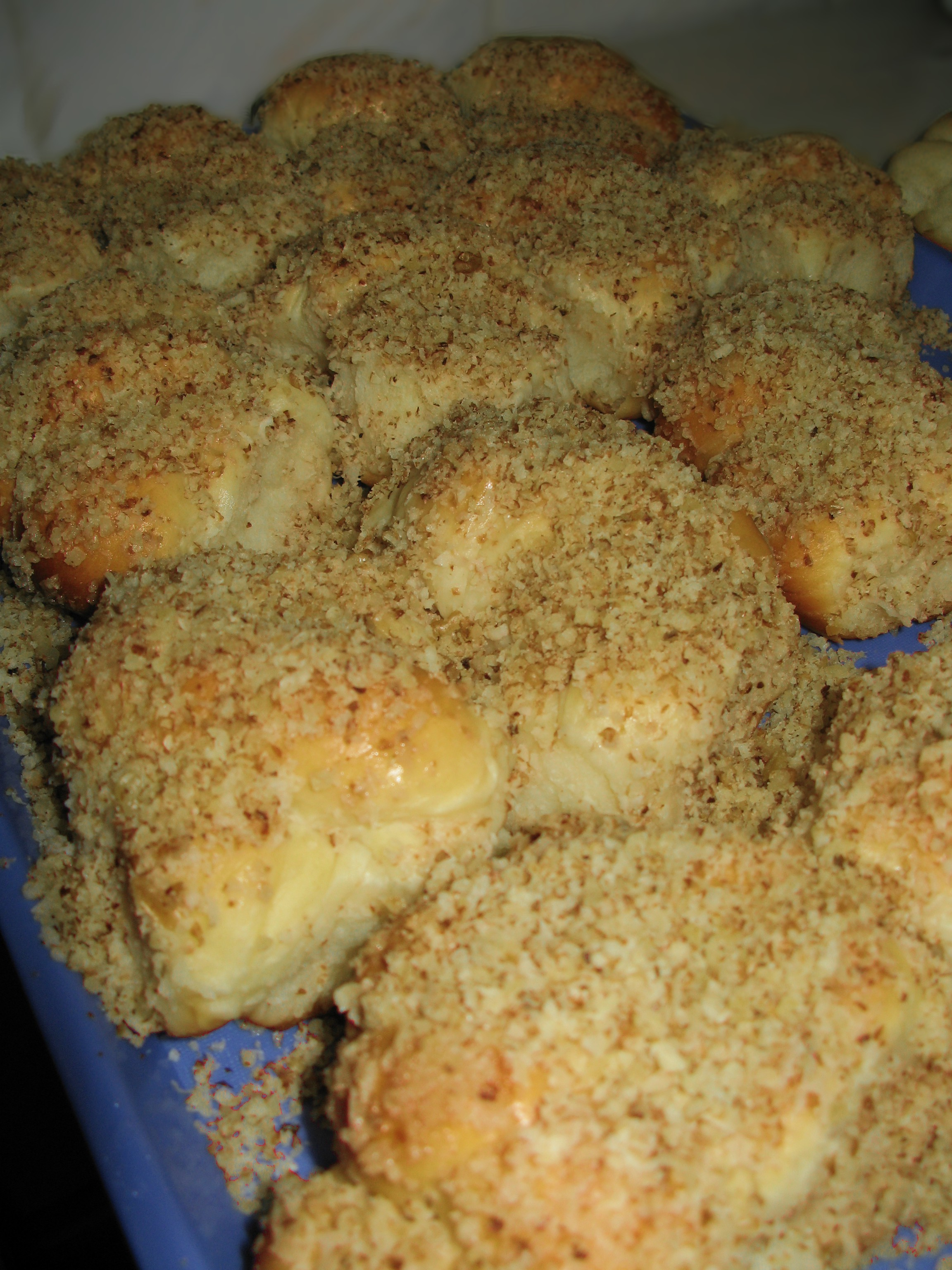
Sfințișori cu nucă

Aluatul conține făină, ouă, lapte, zahăr și drojdie. Sfințișorii se împletesc în formă de opt și, după coacere, se însiropează cu un sirop făcut din apă, zahăr și miere. Deasupra se presară nucă măcinată sau, uneori, nucă de cocos. Se pot adăuga arome, cum ar fi vanilie, esență de rom, coajă de lămâie sau portocală rasă.

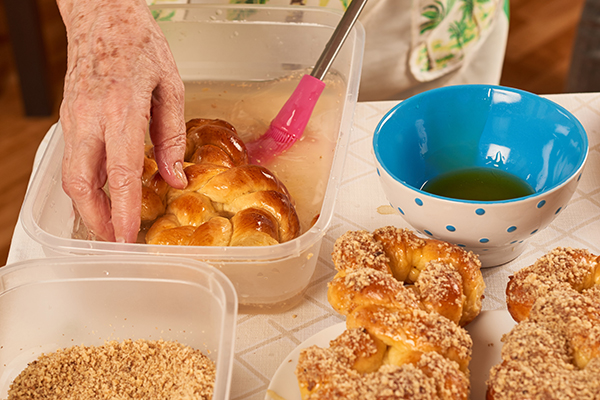
Însiroparea mucenicilor moldovenești